# 服飾博物館
服飾博物館（スペイン語: Museo del Traje）は、スペイン・マドリードにある博物館。事業主体はスペイン教育・文化・スポーツ省。服装や衣装に関するコレクションを持ち、160,000点以上の展示品と文献を有している。現在の建物は1973年に完成した。中世の服飾品から現代のファッションデザイナーによる衣服までのコレクションを有している。1962年には重要文化財に指定された。

## 歴史
現在の服飾博物館は2004年に遡る。この博物館は新しく設置された期間ではあるものの、長く数奇な歴史を有している。その起源は1925年に開催された歴史衣装展覧会にある。このイベントの基調演説で初代ロマノーネス伯アルバロ・フィゲロアは、この一時的な展覧会を恒久化する考えを示した。ロマノーネス伯は2年後、展覧会の資金管理を担当する博物館管理局を設立した。国家から資金を受け取り、新たな地域装飾歴史博物館(1927-1934)の内部に管理局を設置した。
1934年、ロマノーネス伯はこれらの貴重なコレクションやスペイン国民の伝統なども収集する別の機関を設立する構想を練った。この新たな博物館であるスペイン村落博物館は教育学校民族学・民俗芸術のコレクションを取得し、1934年から1936年に地域管理局が取得した膨大な一連の収集品を含んだ。何度かの場所の移転後、1983年にコレクションはスペイン現代美術館（現・ソフィア王妃芸術センター）が占める建物内に移動された。1993年にはスペイン村落博物館と国立民族学博物館が単一の機関に統合され、国立人類学博物館(1993-2004)となった。しかし、両者は独立して運営され続けた。
博物館の将来に関する議論の後、最終的に2002年には、現代の視点から衣装のコレクション公共公開の強化が決定された。

## 建物
建築家のハイメ・ロペス・デ・アシアインは1969年にこの計画で国民建築賞を受賞した。1971年に建設が開始され、1973年に建物が完成し、1975年に落成した。この建物はスペイン現代美術館(MEAC)の入居用に建設され、スペイン現代美術館は1992年にソフィア王妃芸術センターとなっている。1992年にはスペイン現代美術館が移転し、建物は未使用の状態となった。2005年には2,100万ユーロの予算をかけて建物の修復が行われ、服飾博物館が入居する建物となることが許された。
博物館部分を含む巨大な低層部分と、低層部分から上方に突き出した塔の部分で構成されている。建物の1階部分は吹き抜けになっており、地面より高い位置にあるため、訪問者は巨大な階段が設置されている中庭に向かって建物の下部を歩くことができる。地面と建物の間にはいくつかのガラス製パビリオンが設置されている。